# Johan Hultman (diplomat)
Johan Erik Ewald Hultman, född 10 april 1876, död den 9 november 1958, var en svensk diplomat. Han var bror till direktör Axel Hultman.
Hultman, som var son till fabriksidkare Johan Hultman och Evelina Svensson, blev filosofie doktor i Uppsala 1903, juris kandidat 1905, amanuens vid Finansdepartementet samma år och trädde i diplomattjänst 1906. Han blev generalkonsul i och konsulardomare i Shanghai 1911, generalkonsul i Hamburg 1921, envoyé i Japan 1928-37 jämte Kina från 1929 och Siam från 1931.